# Verolme Verenigde Scheepswerven
Verolme Verenigde Scheepswerven NV (VVSW, voor het buitenland: Verolme United Shipyards) is een scheepsbouwbedrijf dat ontstond in 1955 uit een bundeling van de bedrijven van Cornelis Verolme.
Het bedrijf werd op 10 augustus 1955 opgericht. Onderdeel van het concern vormden:
- Verolme Machinefabriek IJsselmonde NV te IJsselmonde
- Verolme Scheepswerf Alblasserdam te Alblasserdam
- Verolme Scheepswerf Heusden te Heusden
- Verolme Dok en Scheepsbouw Maatschappij NV (VDSM) te Rozenburg

Daarna werden hieraan nog toegevoegd:
- Verolme Cork Dockyard Co. Ltd. te Cobh (Ierland)
- Verolme Estaleiros Reunidos do Brasil te Jacuecanga,  in de buurt van Angra dos Reis (RJ), Brazilië
(sinds 2000 dochtermaatschappij van Keppel Corporation, Singapore, genaamd Keppel BrasFELS)
- Verolme Elektra NV te Maassluis
- Nederlandsche Dok en Scheepsbouw Maatschappij VoF (NDSM) te Amsterdam

Op 1 januari 1971 werd VVSW door de overheid gedwongen te fuseren met Rijn-Schelde Machinefabrieken en Scheepswerven NV (RSMS) tot het scheepsbouwconcern Rijn-Schelde-Verolme Machinefabrieken en Scheepswerven NV (RSV).